# 그리스의 지리

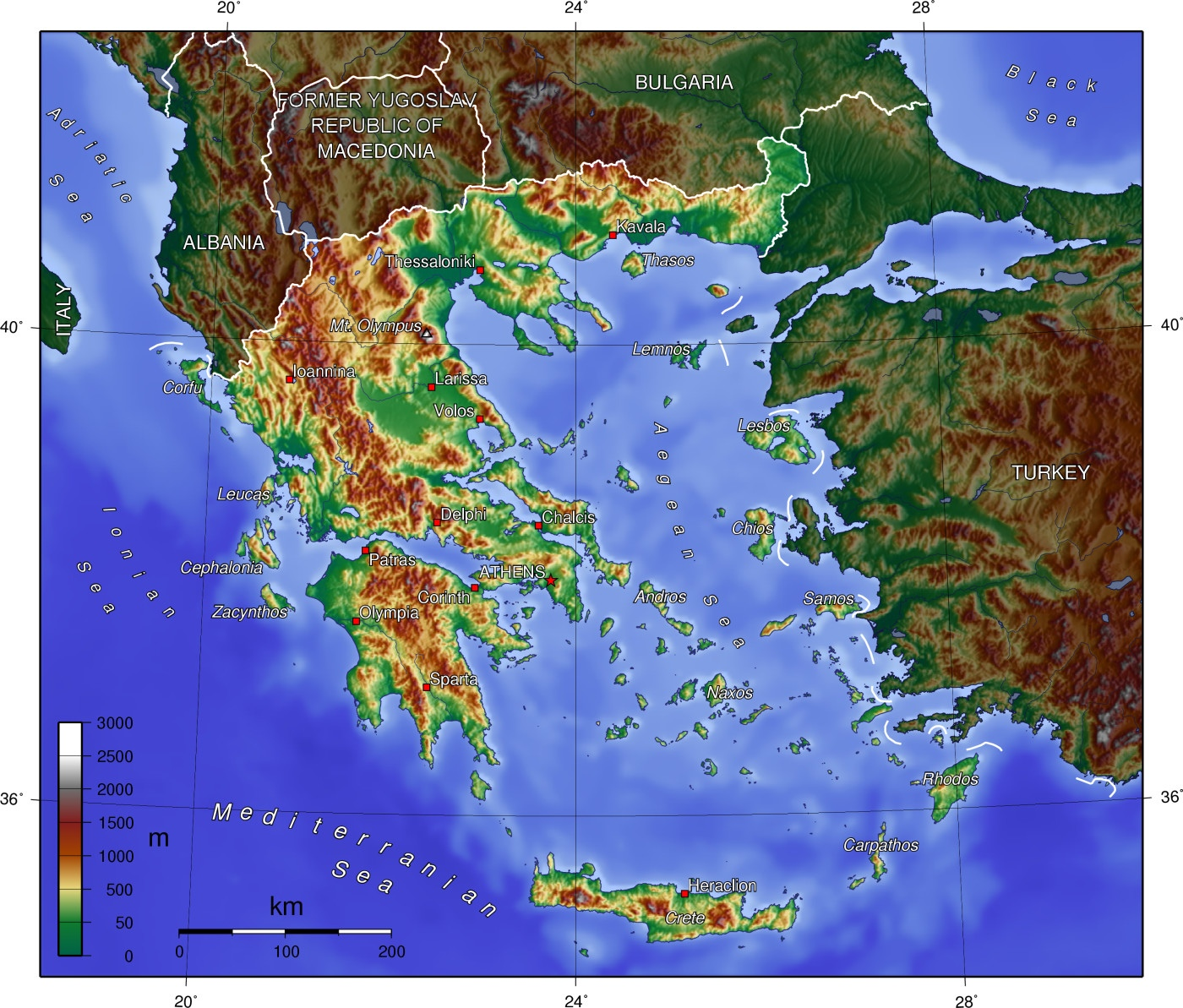
그리스 지형도

그리스는 유럽 남부, 발칸반도 남쪽 끝에 자리잡고 있다. 그리스는 북쪽으로는 불가리아, 마케도니아, 알바니아와 국경을 맞대고 있으며, 서쪽에는 이오니아 제도가, 남쪽으로는 지중해, 동쪽에는 에게해와 터키가 있다. 이 나라의 위치는 위도로는 북위 35°00'에서 북위 42°00′ 사이, 경도로는 동경 19°00′에서 동경 28°30′사이에 있어 기후 변화도 상당하다. 이 나라는 그리스 본토와 코린토스 지협으로 이어진 펠로폰네소스반도, 그리고 크레타, 로도스, 케르키라, 도데카니사 제도, 키클라데스 제도를 비롯한 3000여 개의 섬으로 이루어져 있다. 그리스의 해안선 길이는 15,000km에 이른다.
그리스 땅의 80%는 산지로, 유럽에서 산이 많은 나라로 꼽힌다. 북서쪽에서 남동쪽으로 그리스 중앙을 가로지르는 핀도스산맥은 최고 고도가 2,637m이다. 이 산맥은 펠로폰니소스를 지나 에게해 해저까지 뻗어 크레타 등 에게해의 여러 섬을 이루며, 터키 남부의 타우로스산맥과 이어진다. 중부와 서부 그리스 지역에는 높고 경사가 급한 봉우리들이 있으며, 그 사이로 메테오라나 비코스 협곡 같은 협곡과 카르스트 지형이 있다. (비코스 협곡은 세계적으로 큰 협곡으로, 그랜드 캐니언 다음으로 가장 깊으며, 수직 깊이가 1,100m 이상이다.) 해발고도 2,919m인 올림포스산은 그리스에서 가장 높은 산이다. 그리스와 불가리아 국경을 이루는 로도피산맥에는 광대하고 울창한 숲이 자리잡고 있다. 동부 테살리아, 중부 마케도니아와 트라키아 지역에는 평원이 펼쳐져 있으며, 서부 그리스에는 호수와 습지가 있다.

## 기후
그리스의 기후는 세 가지로 분류된다.
- 겨울엔 온난습윤하고 여름엔 고온건조한 지중해성 기후. 겨울에 크레타, 키클라데스 제도, 아테네 등지에도 눈이 내리는 경우도 있지만, 기온 변화가 크지 않다.
- 서부 그리스(이피로스주, 중앙그리스, 테살리아, 서마케도니아주, 그리고 아카이아나 아르카디아 혹은 라코니아 일부 등 산맥이 지나가는 펠로폰니소스의 중앙부는 고산 기후.
- 코모티니, 크산티, 에브로스현 북부 등지의 트라키아나 중부와 동부 마케도니아 (그리스)의 온대 기후. 겨울엔 한랭 습윤하고 여름엔 고온건조하다.

## 같이 보기
- 유럽의 지리
- 그리스의 지진 목록
- 그리스의 섬 목록
- 그리스의 국립공원